# Кострицкий, Сергей Петрович
Сергей Петрович Кострицкий (1910—1982) — военный моряк, контр-адмирал, Герой Советского Союза, участник Советско-японской войны 1945 года.

## Биография
Родился 12 (25) сентября 1910 года в городе Евпатория (Крым) в семье рабочего. Окончил 9 классов школы. Работал на Харьковском тракторном заводе.
На флоте с 1931 года, краснофлотец учебного отряда. В 1933 году окончил Специальные курсы командного состава РККФ. Служил на торпедных катерах Тихоокеанского флота: с октября 1931 года — командир торпедного катера, с августа 1934 — командир звена торпедных катеров.
В мае 1938 года репрессирован, арестован и уволен из РККФ по ложному обвинению. В апреле 1939 года освобождён и восстановлен на флоте, вновь стал командиром звена. С декабря 1939 года — командир отряда торпедных катеров Тихоокеанского флота. С августа 1941 — начальник штаба, с июня 1943 — командир 3-го дивизиона торпедных катеров флота.
Участник Советско-японской войны 1945 года. Командир 3-го дивизиона торпедных катеров (Тихоокеанский флот) капитан 3-го ранга С. П. Кострицкий умело организовал разведку боем, высадку и поддержку десанта 9 и 10 августа 1945 года. Бригада во взаимодействии с авиацией флота нанесла торпедные удары в ходе десанта по портам Юки и десанта по порту Расин и по Сейсинской военно-морской базе врага, что значительно облегчило высадку наших морских десантов в эти пункты. Дивизион под его командованием потопил 5 транспортов общим водоизмещением 41.000 тонн, сбил вражеский самолёт.
За образцовое выполнение заданий командования и проявленные при этом мужество, отвагу и геройство Указом Президиума Верховного Совета СССР от 14 сентября 1945 года капитану 3-го ранга Кострицкому Сергею Петровичу присвоено звание Героя Советского Союза с вручением ордена Ленина и медали «Золотая Звезда» (№ 7144).
После войны продолжал службу в Военно-Морском Флоте. С июля 1947 года — начальник штаба, с января 1949 года — командир 2-й бригады торпедных катеров Тихоокеанского флота. В июне — декабре 1951 года — командир 170-й бригады торпедных катеров Порт-Артурской военно-морской базы.
В 1953 году окончил Военно-Морскую академию. С января 1953 года — командир 34-й дивизии торпедных катеров 8-го ВМФ. С марта 1956 — командир военно-морской базы Балтийск (Калининградская область). С февраля 1961 — командир 78-й бригады учебных и резервных кораблей Балтийского флота. С мая 1962 года — командир 78-й бригады Охраны водного района Лиепайской военно-морской базы. С ноября 1964 года — начальник вооружения и снабжения — заместитель начальника тыла Северного флота. С декабря 1967 года — в распоряжении начальника 10-го управления Генерального штаба. С 1970 года контр-адмирал С. П. Кострицкий — в запасе.
Проживал в Риге. Работал в Латвийском морском пароходстве первым помощником капитана теплохода «Сена». Умер 3 февраля 1982 года. Похоронен на кладбище Райниса.

## Память
- В память о Сергее Петровиче Кострицком названа одна из улиц посёлка Белушья Губа — административного центра архипелага Новая Земля.

## Награды
- Медаль «Золотая Звезда» Героя Советского Союза;
- два ордена Ленина (1945, 1956);
- два ордена Красного Знамени (1945, 1951);
- орден Красной Звезды (1947);
- медали СССР;
- орден Государственного Флага КНДР (1948).